# Constantino Aspieta

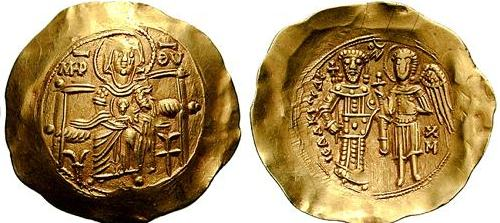
Hipérpiro de r.

Constantino Aspieta (em grego: Κωνσταντῖνος Ἀσπιέτης; fl. 1167–1190/1) foi um general bizantino ativo no final do século XII. Um membro da família Aspieta, de origem nobre armênia, Constantino foi provavelmente um parente próximo de seu contemporâneo Miguel Aspieta, um distinto general morto em 1176. Como sue parente, Constantino também ganhou distinção durante a campanha de Manuel I Comneno (r. 1143–1180) contra os húngaros em 1167. O historiador João Cinamo registra que ele manteve o posto de sebasto.
Sua próximo menção ocorre em 1090/1091, durante os esforços bizantinos para suprimir a revolta búlgaro-valaca dos irmãos Pedro e João Asen. O historiador Nicetas Coniates registra que, num esforço para sustentar as tropas e reforças sua moral, Aspieta decidiu distribuir-lhes seus salários anuais atrasados. Este ato, contudo, enfureceu Isaac II Ângelo (r. 1185–1195) que viu nisso nada menos que uma tentativa de subornar o exército para apoiar Aspieta para derrubá-lo. O imperador prendeu e cegou Aspieta, depois do qual nada mais se sabe sobre ele. Ele provavelmente morreu nos primeiros anos do século XIII.